# Melanephia brunneiventris
Melanephia brunneiventris là một loài bướm đêm trong họ Noctuidae.